# TDKラムダ
TDKラムダ株式会社（TDK-Lambda Corporation）は、スイッチング電源とノイズフィルタ、その周辺機器の開発製造販売を行う日本の電機メーカー。
TDK株式会社のグループ企業である。

## 沿革
ネミック・ラムダ株式会社については同社記事を参照。
日本電気精器株式会社
- 1914年 - 東京市浅草区玉姫町で、電気機械器具を製造する小穴製作所として創業。
- 1930年 - 向島工場を新設。
- 1945年 - 社名を日本電気精器株式会社と改称。
- 1949年 - 東京・大阪両証券取引所1部上場（日本電気精器株式会社）。
- 1956年 - 大阪製造所を分離し、大阪電気精器株式会社（松下精工を経て、現・パナソニック エコシステムズ）を設立。
- 1958年 - クレーマ制御定周波定電圧電源装置を開発。
- 1979年 - 白河デンセイ株式会社（現・白河日東工器）を設立。
- 1983年 - 小型無停電電源装置を開発。
- 1987年 - 筑波事業場を新設し、向島工場を売却移転。
- 1991年 - 株式を店頭公開（ネミックラムダ株式会社）。
- 1995年 - 東京証券取引所2部上場。新潟証券取引所上場（いずれもネミック・ラムダ株式会社）。
- 1996年 - 東京証券取引所1部指定替え（ネミック・ラムダ株式会社）。
- 1998年 - 非接触ICカード用のリーダライタを開発。

デンセイ・ラムダ株式会社
- 1999年 - ネミック・ラムダ株式会社と合併し、デンセイ・ラムダ株式会社として発足。大阪証券取引所1部上場。
- 2000年 - 日本電気精器株式会社の下記事業を譲渡。
  - バーコードリーダ、ICカードリーダ事業 - 日通工株式会社へ譲渡（NECインフロンティアを経て、現・NECプラットフォームズ）
  - 直流モータ事業 - 特殊電装株式会社へ譲渡
  - 計測制御装置事業 - 株式会社拓和へ譲渡
  - 電動工具（商品名:デルボなど）、建築機器事業（商品名:オートヒンジなど）- 白河デンセイに営業譲渡の後、日東工器株式会社（白河日東工器株式会社）
- 2001年10月 - 100％子会社のエヌデック株式会社から電気工事、保守サービスなど関連事業を吸収した上で、その他の事業をNECフィールディングへ譲渡。
- 2005年10月 - TDKグループがラムダパワーグループを買収。TDK株式会社が米国法人を介して、当社株式約58%を持つ親会社「ラムダ・ホールディングズ(米国)」の全株式を英インベンシス社から取得。
- 2006年
  - 1月 - TDKから米欧のラムダグループ7社を譲受、ラムダパワーグループの中核会社となる。
  - 3月 - TDKグループ入りに伴い、新ブランド「TDK-Lambda」を導入。
- 2007年
  - 9月27日 - TDK株式会社が完全子会社化を目指してTOBを実施。同社も賛同。
  - 11月8日 - TOBが成立。TDK株式会社は同社株式96.27%を取得。
- 2008年
  - 2月25日 - 東証・大証1部上場廃止。
  - 2月29日 - TDK株式会社の完全子会社となる（子会社による間接保有含む）。

TDKラムダ株式会社
- 2008年10月 - TDKラムダ株式会社（TDK Lambda Corporation）に商号変更。
- 2010年
  - 1月1日 - セキュアパワー事業（UPS、発電装置の開発、製造販売及び工事、保守を行う事業）・筑波テクニカルセンターを富士電機システムズ株式会社（現・富士電機）へ譲渡。
  - 10月1日 - 子会社TDKラムダ・ファシリティーズ株式会社の全株式を株式会社アルプス物流に譲渡、アルプス物流ファシリティーズ株式会社となる。

## 事業所の所在地

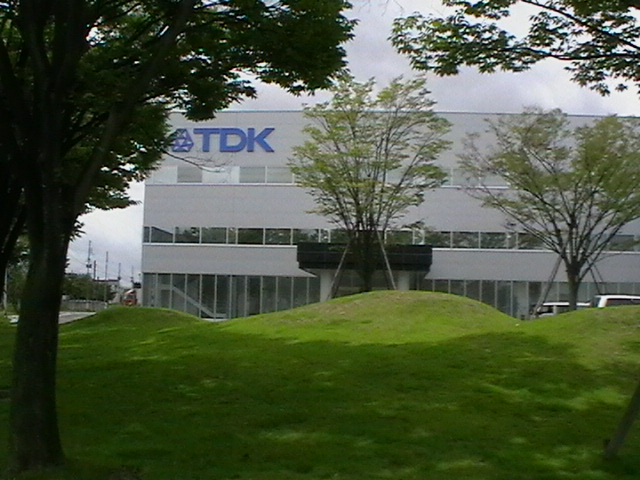
長岡市摂田屋町のTDKラムダ長岡テクニカルセンター

- 本社 - 東京都中央区日本橋
- 長岡テクニカルセンター - 新潟県長岡市

## 関連会社
海外
- Wuxi TDK-Lambda Electronics Co.,Ltd.（中華人民共和国）
- TDK-Lambda Malaysia Sdn. Bhd.（マレーシア）
- TDK-Lambda Singapore Pte.Ltd.（シンガポール）
- TDK-Lambda Americas Inc.（アメリカ合衆国）
- TDK-Lambda Germany GmbH（ドイツ）
- TDK-Lambda UK Ltd.（イギリス）
- TDK-Lambda France SAS（フランス）
- TDK-Lambda Italy S.r.l.（イタリア）
- Nemic-Lambda Ltd.（イスラエル）